# Max Lans
Max Lans (* 4. November 1868; † 3. August 1928) war ein deutscher Konteradmiral der Kaiserlichen Marine.

## Leben
Max Lans war eines von acht Kindern der Eheleute Herbert und Berta Lans. Sein älterer Bruder Wilhelm wurde 1913 in den erblichen Adelsstand erhoben und später Admiral.
Max Lans trat am 13. April 1888 in die Kaiserliche Marine ein. Als Leutnant zur See war er 1895 auf der Mars und ab September 1896 für ein Jahr Kommandant des Artillerietenders Hay. Als Kapitänleutnant übernahm er von November 1904 bis Juli 1905 die Wolf. Im September 1906 war er in Vertretung Kommandant des Linienschiffs Hessen. Dieses übernahm er von Juli 1916; nach der Skagerrakschlacht; bis zur Außerdienststellung Mitte Januar 1917 erneut als Kommandant.
Ab November 1907 war er für zwei Jahre Kommandant der Iltis, welche im Nordbereich der Ostasiatischen Station stationiert war. Dieses Schiff hatte sein Bruder Wilhelm 1899 neu in Dienst gestellt als Kommandeur übernommen. Am 18. November 1912 wurde er zum Kapitän zur See befördert.
Ab August 1914 war er bis zur Übernahme des Kommandos der Hessen, Kommandant der Braunschweig. Mit der Braunschweig war er im August 1915 beim Vorstoß in die Rigaer Bucht involviert. Von Januar 1917 bis Oktober 1917 war er Vorstand des Marinewerft in Libau und wurde dann Befehlshaber der Marineanlagen auf den Baltischen Inseln und stellvertretender Gouverneur der Baltischen Inseln. Ab Januar 1918 war er bis August 1918 Befehlshaber der Marineanlagen in Libau und Kurland. Bis Kriegsende war er als Nachfolger von Konteradmiral Georg von Ammon Kommandeur der II. Marine-Brigade.
Am 17. März 1919 aus der Marine verabschiedet, erhielt er am 30. August 1919 den Charakter als Konteradmiral verliehen.